# Centaurée à grosse tête
Centaurea macrocephala
Espèce
Classification phylogénétique
La centaurée à grosse tête (Centaurea macrocephala) est une espèce de plantes à fleurs du genre Centaurea, famille des Asteraceae (ou Composées). Elle est indigène en Arménie et dans le Caucase, souvent plantée dans les jardins.

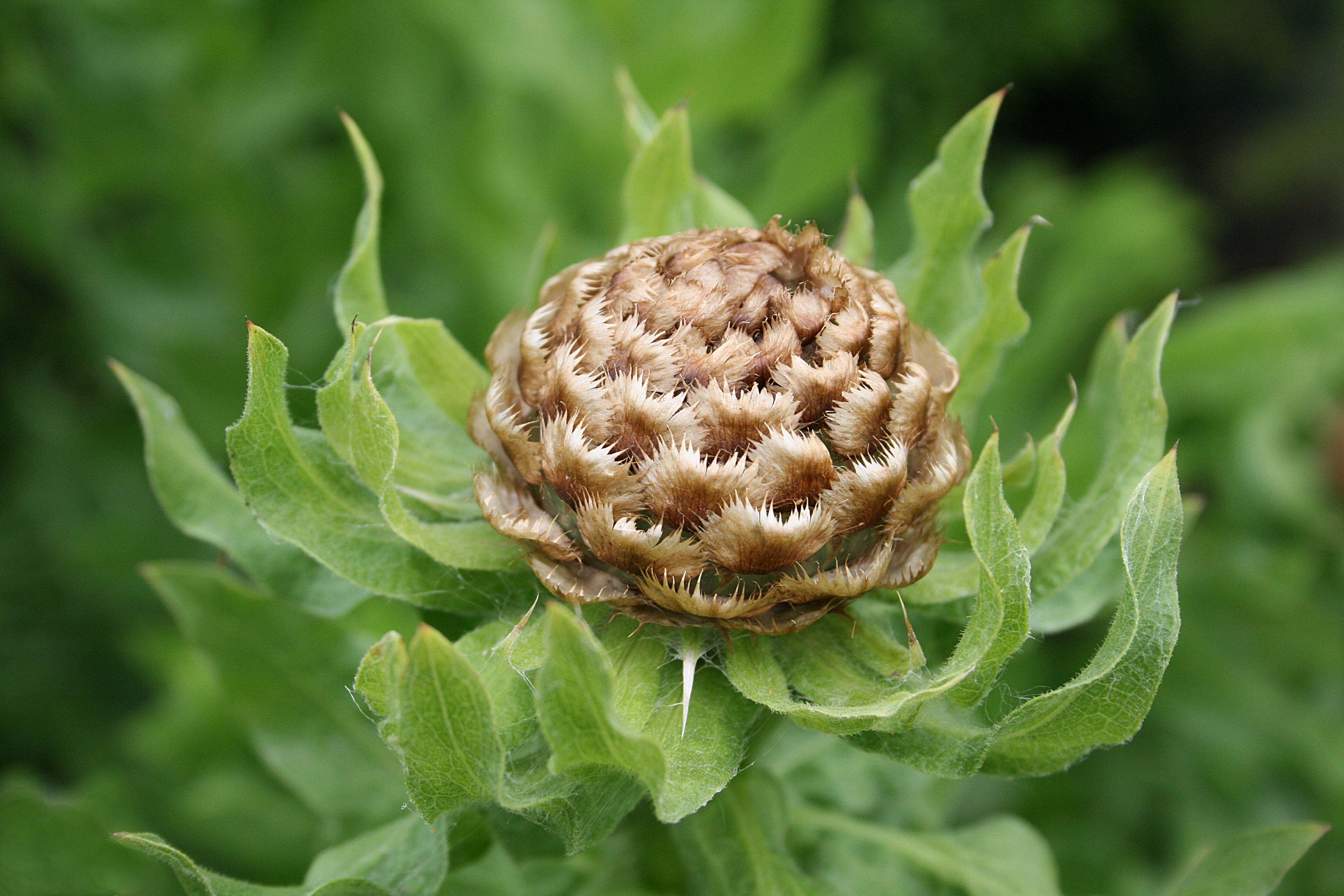
Bouton de fleur de Centaurée à grosse tête.

## Description
Ce sont de grandes plantes vivaces robustes, à tige épaisse et velue. Elles ont de nombreuses feuilles sessiles à poils fins, oblongues et ondulées, entières ou grossièrement lobées, les supérieures (bractées extérieures de l'involucre ?) étant terminées par une fine épine. L'inflorescence est un gros capitule solitaire, à fleurons jaunes ligulés. Involucre à bractées brun clair plus larges que longues, souvent fendues par le milieu, avec des cils blanchâtres assez longs.